# Cleome usambarica
Cleome usambarica är en paradisblomsterväxtart som beskrevs av Ferdinand Albin Pax och Adolf Engler. Cleome usambarica ingår i släktet paradisblomstersläktet, och familjen paradisblomsterväxter. Inga underarter finns listade i Catalogue of Life.